# أليكساندر ر. بيكار
أليكساندر ر. بيكار هو لاعب هوكي الجليد كندي، ولد في 5 يوليو 1985 في غاتينو في كندا.

## وصلات خارجية
- أليكساندر ر. بيكار على موقع دوري الهوكي الوطني (الإنجليزية)
- أليكساندر ر. بيكار على موقع دوري الهوكي للقارات (الإنجليزية)
- أليكساندر ر. بيكار على موقع EliteProspects.com (الإنجليزية)
- أليكساندر ر. بيكار على موقع Eurohockey.com (الإنجليزية)
- أليكساندر ر. بيكار على موقع HockeyDB.com (الإنجليزية)
- أليكساندر ر. بيكار على موقع Hockey-Reference.com (الإنجليزية)